# Kido Kōichi

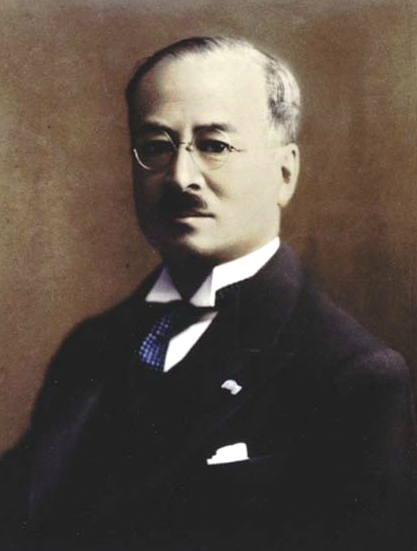
Kido Kōichi (zwischen 1940 und 1945)

Kido Kōichi (japanisch 木戸 幸一; * 18. Juli 1889; † 6. April 1977) war ein japanischer Politiker und verurteilter Kriegsverbrecher.
Marquis Kido Kōichi wurde 1889 als Sohn des Oberhofmarschalls Kido Takamasa und als Enkel von Kido Takayoshi geboren. Seine Grundausbildung erhielt er an der Hofschule im kaiserlichen Palast. Nach Abschluss seines Jurastudiums an der Universität Kyōto im Jahre Taishō 4 trat Kido seinen Dienst im Ministerium für Wirtschaft und Handel an und war in den folgenden Jahren u. a. Abteilungsleiter der Dienststelle Maschinenbau und Leiter der Abteilung Rechnungswesen, Leiter der Dienststelle für Rationalisierung der Industrie, leitender Sekretär des Lordsiegelbewahrers und Berater im kaiserlichen Hofamt.
Im Jahre Shōwa 8 (1933) empfahl Saionji Kinmochi (1849–1940) Kido als Vorsitzenden für die Abteilung des Hofamtes, welche mit Fragen der kaiserlichen Familie, kaiserlichen Konferenzen etc. befasst war (kunaishō-sōchitsuryō).
Als im Jahre Shōwa 12 (1937) Konoe Fumimaro ein Kabinett bildete, wurde Kido Minister für Erziehung, 1938 für Wohlfahrt, um nach dem Rücktritt des Kabinetts als Abgeordneter des Oberhauses zu fungieren. Im Kabinett Hiranuma Kiichirō war Kido Innenminister. 1940 trat Kido sein Amt als Lordsiegelbewahrer (naidaijin) an.
Kido pflegte stets die Empfehlung für einen neuen Premier, die der Genrō Saionji gegenüber dem Kaiser aussprach, zu unterstützen. Nach dem Rücktritt des Kabinetts Yonai Mitsumasa aber folgte Kido dem Rat der Jūshin (ehemalige Premierminister) und empfahl Konoe als Ministerpräsidenten. Hiernach spielte Kidos Meinung und Urteil bei der Wahl eines neuen Premiers eine wichtige Rolle. So konnte 1941 Hideki Tōjō Premierminister als Nachfolger Konoes werden. Wegen seines politischen Einflusses und wegen seiner Rolle am Hofe, aber auch zum Schutze des Kaisers wurde Kido vor das Tokioter Tribunal geladen. Kido wurde somit in Stellvertretung des Kaisers vor dem Kriegsverbrechertribunal angeklagt.
Sein Tagebuch diente während des Prozesses nicht nur der Staatsanwaltschaft als Beweismittel, sondern auch dem Kaiser zu dessen Schutz vor einer Anklage. Außerdem übte Kido darin schonungslose Kritik am Militär, das er für den Krieg verantwortlich machte, und stellte es dadurch in einen Gegensatz zum friedlichen und friedliebenden Kaiser. Dies veranlasste die Militärs Mutō Akira, Satō Kenryō und Hashimoto Kingorō zu bösen Vorwürfen gegen Kido. Nichtsdestoweniger gilt das Tagebuch Kidos als wertvolle Quelle zum Verständnis der Shōwa-Zeit. Vor dem Tokioter Kriegsverbrechertribunal wurde Kido als Kriegsverbrecher der Kategorie A zu lebenslanger Haft verurteilt, allerdings aus Krankheitsgründen 1953 nach dem Abzug der Alliierten aus Japan unter Hausarrest gestellt und 1955 von der Regierung begnadigt. Er lebte sehr zurückgezogen und scheute die Öffentlichkeit. Kido schrieb Briefe aus dem Gefängnis an den Kaiser. Darin bat er den Kaiser, keine weiteren Kriegsverbrecher vor japanische Gerichte zu stellen, da diese sogenannten Kriegsverbrecher loyale und ehrenhafte Untertanen seien, die ihrer Nation gedient hätten. Er verstarb 1977.
„Kidos Tagebuch“ (木戸日記), das er 1966 publizierte, und das die Ereignisse von Januar 1931 bis Dezember 1945 umfasst, ist eine bedeutende Quelle für die Geschichte des Pazifikkriegs in Japan.